# 분당초등학교
분당초등학교는 대한민국 경기도 성남시 분당구 서현동에 있는 공립 초등학교이다.

## 학교 연혁
- 1951년 11월 10일 : 분당국민학교 설립 인가
- 1954년 11월 20일 : 개교
- 1991년 9월 1일 : 서현국민학교 개교와 함께 분리 이관
- 1992년 5월 1일 : 초림국민학교 개교와 함께 분리 이관
- 1992년 5월 1일 : 현 위치로 교사 이전
- 1992년 6월 1일 : 내정국민학교 개교와 함께 분리 이관
- 1992년 6월 1일 : 당촌국민학교 개교와 함께 분리 이관
- 1991년 1월 11일 : 성남화랑국민학교 개교와 함께 분리 이관
- 1993년 3월 1일 : 서당국민학교 개교와 함께 분리 이관
- 1994년 5월 1일 : 성남장안국민학교 개교와 함께 분리 이관
- 1994년 9월 30일 : 양영국민학교 개교와 함께 분리 이관 (옛 분당초등학교 이전지)
- 1996년 3월 1일 : 분당초등학교로 개칭
- 2003년 3월 1일 : 경기도 주5일제 수업 선도학교로 지정 운영
- 2005년 3월 1일 : 36학급 편성